# Липтовски Ондреј
Липтовски Ондреј (слч. Liptovský Ondrej) насељено је мјесто са административним статусом сеоске општине (слч. obec) у округу Липтовски Микулаш, у Жилинском крају, Словачка Република.

## Становништво
| Година:    | 1994. | 2004.    | 2014.   | 2024.    |
| ---------- | ----- | -------- | ------- | -------- |
| Број људи: | 447   | 566      | 599     | 671      |
| Разлика:   |       | +26,62 % | +5,83 % | +12,02 % |

| Година:    | 2023. | 2024.   |
| ---------- | ----- | ------- |
| Број људи: | 663   | 671     |
| Разлика:   |       | +1,20 % |

Према подацима о броју становника из 2011. године насеље је имало 612 становника.